# مارس ۲۰۱۰
مارس ۲۰۱۰ یکی از ماه‌های ۲۰۱۰ (میلادی) است.

## ۱ مارس ۲۰۱۰
- روزنامه اعتماد توقیف شد ،ایراندخت لغو امتیاز

هیات نظارت بر مطبوعات با ارسال نامه‌ای به  روزنامه اعتماد اعلام کرد که این روزنامه بر اساس قانون ۶ مطبوعات دچار تخلف شده‌است و این هیات  ضمن توقیف روزنامه مراتب را به معاونت دادستانی عمومی تهران ارجاع داده‌است.همچنین هیات نظارت بر مطبوعات هفته‌نامه ایراندخت به صاحب امتیازی مجمع اسلامی بانوان (به دبیرکلی فاطمه کروبی) ، مدیرمسئولی محمدحسین کروبی و سردبیری محمد قوچانی را لغو امتیاز کرد. خبرگزاری ایلنا
- دفتر تحکیم وحدت:فرماندهان حمله به کوی مجازات شوند

شورای تهران دفتر تحکیم وحدت، پس از پخش فیلمی درباره حمله نیروهای پلیس به کوی دانشگاه تهران، خواستار مجازات فرماندهان و آمران این نیروها از سوی قوه قضائیه شد. این شورا در بیانیه خود، تاخیر قوه قضائیه و مجلس در این خصوص را به منزله تائید «این قساوت‌ها» دانسته‌است. هفته گذشته برای نخستین‌بار، فیلمی از حمله ۲۵ خرداد ماه نیروهای گارد ویژه به کوی دانشگاه تهران از شبکه تلویزیونی بی‌بی‌سی فارسی پخش شد که بازتاب‌های گسترده‌ای به همراه داشته‌است. رادیو زمانه
- فائزه هاشمی:هاشمی بر سر حقوق مردم سازش نـمی‌کند

فائزه هاشمی فرزند اکبر هاشمی رفسنجانی می‌گوید که پدرش بر سر حقوق مردم سازش نمی‌کند و خواسته‌های وی، همان خواسته‌های جنبش سبز است. خانم هاشمی امروز دوشنبه در گفتگو با وب‌سایت روز آنلاین، خواسته‌های جنبش سبز و آقای هاشمی را «مشترک» اعلام کرده و گفته‌است: «می‌توان ایشان را هم سبز دانست.» این فعال سیاسی در عین حال افزوده که اکبر هاشمی به روش خود بر سر حقوق مردم «ایستادگی» می‌کند، چرا که وی «آینده‌نگر است و مصلحت و شرایط جامعه را می‌بیند.» فائزه هاشمی افزوده که در «شرایط فعلی، هرگونه سازش، بـدون تـوجـه بـه حقوق مردم و آسیب‌هایی که دیده‌اند، زیر سئوال است.» رادیو زمانه
- دادستان تهران: دیگر شاهد اعتراض‌های خیابانی نخواهیم بود

عباس جعفری دولت آبادی، دادستان عمومی و انقلاب تهران، روز یکشنبه معترضان را تهدید کرد که «اجازه نمی‌دهیم کسی بدون مجوز در کف خیابان‌ها بیاید» و گفت: دیگر شاهد تظاهرات خیابانی نخواهیم بود. دادستان تهران در سخنان خود اعتراض‌های پس از انتخابات را از «مصادیق بارز تهدید امنیت ملی» دانست و گفت: «در آغاز عده‌ای خود را پشت بحث‌های انتخاباتی مطرح کردند و شیب اعتراض‌ها در ابتدا آرام بود اما ذره ذره هر چه به اواخر سال نزدیک شدیم این شیب تندتر شد.» وی با بیان اینکه معترضان «شعارهای انحرافی» مطرح کردند که اوج آن روز عاشورا بود اظهار داشت: «در آن روز اسلامیت و جمهوریت نظام به خطر افتاد؛ زیرا این افراد تحت عنوان جمهوریت، اعتراض خود را شروع کردند اما به سمت براندازی رفتند.» دادستان عمومی و انقلاب تهران در بخش دیگری از اظهارات خود در خصوص راهپیمایی روز ۲۲ بهمن ماه سال جاری و بدون اشاره به میرحسین موسوی و مهدی کروبی گفته‌است: «اگر چه عده‌ای باز هم با صدور بیانیه و مطرح کردن برخی مطالب اقدام به تشویش فضای جامعه می‌کنند اما مردم جواب آنها را داده‌اند و باز هم به آنها پاسخ خواهند داد.» رادیو فردا
- تاکنون بیش از ۷۰۰ نفر در زمین‌لرزه شیلی کشته شده‌اند

میشله باچلت، رئیس جمهوری شیلی، تازه‌ترین آمار تلفات زلزله این کشور را ۷۰۸ نفر اعلام کرده‌است. وی گفت که تعداد افراد مفقودالاثر نیز در حال افزایش است. دولت شیلی برآورد کرده که زندگی حداقل دو میلیون نفر در اثر زلزله مختل شده باشد. بی‌بی‌سی فارسی
- پایان المپیک زمستانی ونکوور

المپیک زمستانی ۲۰۱۰ پس از ۱۷ روز طی مراسم باشکوهی در شهر ونکوور به کار خود پایان داد. تیم‌های کانادا، آلمان و آمریکا به ترتیب با ۱۴، ۱۰ و ۹ مدال طلا در رده‌های نخست تا سوم قرار گرفتند. از نظر مجموع مدال‌های دریافتی، تیم‌های آمریکا، آلمان و کانادا به ترتیب با کسب ۳۷، ۳۰ و ۲۶ مدال در رده‌های نخست تا سوم جای گرفتند. تیم ایران موفق به دریافت هیچ مدالی نشد. بی‌بی‌سی ورزشی (با فیلم مراسم پایانی)، بی‌بی‌سی ورزشی (شمارش مدال‌ها)
- کلینتون به دنبال جلب حمایت آمریکای لاتین از تحریم ایران

یکی از اهداف اصلی این سفر هیلاری کلینتون به پنج کشور آمریکای لاتین به ویژه برزیل، جلب حمایت آنها از تحریم‌های آتی علیه ایران است. او طی پنج روز از اروگوئه، شیلی، برزیل، کاستاریکا و گواتمالا دیدار خواهد کرد. برزیل در حال حاضر یکی از کشورهای عضو غیردائم شورای امنیت سازمان ملل متحد است و دارای روابط روی به گسترش با ایران می‌باشد. دولت برزیل پیشتر مخالفت خود را با تحریم بیشتر علیه ایران اعلام کرده بود. بی‌بی‌سی فارسی
- تبادل پلنگ با ببر و درنا بین ایران و روسیه

ایران با اعطای دو قلاده پلنگ وحشی ماده به روسیه با هدف ایجاد جمعیتی از این حیوان در منطقه سوچی، میزبان المپیک زمستانی ۲۰۱۴، توافق کرده‌است. این دو قلاده پلنگ از نظر ژنتیکی به پلنگ قفقاز نزدیکند. روسیه نیز گونه‌ای از نژاد ببر مازندران و همچنین درنای سیبری را به ایران تحویل می‌دهد. ببر مازندران در طول قرن گذشته از جنگل‌های شمال ایران منقرض شد. بی‌بی‌سی
- کشف سر عظیم سنگی یکی از معروف‌ترین فرعون‌های مصر

سردیس عظیم سنگی یکی از معروف‌ترین فرعون‌های مصر در شهر اُقصُر در جنوب مصر از زیر زمین بیرون کشیده شده‌است. سر سنگی سه هزار ساله آمنهوتپ سوم - پدربزرگ توت عنخ آمون - در میان ویرانه‌های نیایشگاه سردخانه فرعون پیدا شد. کارشناسان می‌گویند این سالم‌ترین نمونه صورت این پادشاه است که تاکنون کشف شده‌است. این سردیس دو و نیم متری بخشی از یک تندیس بزرگتر است که بخش اعظم آن چند سال پیش کشف شده بود. بی‌بی‌سی فارسی
- افزایش چشمگیر در شمار پناهجویان نوجوان افغان

سازمان ملل متحد از افزایشی چشمگیر در شمار پناهجویان نوجوان افغان خبر داده و خواستار توجه بیشتر به وضعیت آنان شده‌است. تعدادی از نهادهای امدادرسانی وابسته به سازمان ملل متحد در گزارشی گفته‌اند که در سال گذشته میلادی، تعداد شهروندان نوجوان افغان که بدون همراهی بزرگسالان خود خواستار دریافت پناهندگی از کشورهای اروپایی شدند در مقایسه با سال قبل از آن ۶۸ درصد افزایش یافت. این پناهجویان به تنهایی و بدون همراهی والدین یا افراد بزرگسال برای دریافت پناهندگی اقدام کردند. این آمار بیانگر دامنه واقعی مهاجرت نوجوانان افغان نیست و احتمال می‌رود که هزاران تن از آنان به طور غیرقانونی عازم سایر کشورها شده باشند اما از بیم بازداشت و اخراج، از تسلیم درخواست رسمی پناهندگی خودداری می‌ورزند. بی‌بی‌سی فارسی

## ۲ مارس ۲۰۱۰
- واژه پارسی «پاس‌ور» جایگزین واژه «پلیس» شد

پلیس ایران اعلام کرد از این پس به جای واژه پلیس از پاس‌ور استفاده می‌شود. معاون اجتماعی نیروی انتظامی ایران در بیان دلیل این جایگزینی گفت، پس از آنکه در ابتدای انقلاب ایران واژه‌ای برای جایگزینی «پلیس» پیدا نشد، در سال ۱۳۸۶ رهبر ایران در بازدید از دانشگاه پلیس دستور داد به جای این واژه، از معادل فارسی آن استفاده شود. وی افزود که نیروی انتظامی حدود ۱۵۰۰ واژه برای این جایگزینی جمع آوری کرد و در نهایت پس از نظرخواهی از نخبگان ادبی، فرماندهان و مدیران ارشد، واژه «پاس‌ور» را انتخاب کرد. استفاده از این واژه پس از موافقت رهبر رسمیت یافته است. بی‌بی‌سی
- ذخیره‌کردن اطلاعات شهروندان آلمان ممنوع شد

دادگاه حفاظت از قانون اساسی آلمان، ذخیره‌کردن اطلاعات در مورد شهروندان را مخالف قانون اساسی آلمان دانست. به این ترتیب  قانون‌گذاران آلمان باید لایحه جدیدی را به تصویب برسانند که با قانون اساسی کشور هم‌خوان باشد. دویچه وله فارسی
- فتوای جدید در مورد بمب‌گذاران انتحاری

طاهر القادری، از روحانیون بلندپایه سنی‌مذهب پاکستانی که دارای پیروان زیادی در بریتانیا است، در فتوای جدیدی تروریسم و بمبگذاری انتحاری را محکوم کرده است. وی که یک حقوقدان اسلامی پرسابقه در پاکستان است، می گوید بمبگذاران انتحاری به جهنم می روند و هیچ مسلمانی که در صدد حمله انتحاری است نباید فریب این وعده ها را بخورد که بمبگذاران انتحاری عمر ابدی یافته و در بهشت زندگی خواهند کرد. این روحانی، شبکه القاعده را یک «ابلیس قدیمی با نامی جدید» می خواند که به عقیده او به حد کافی با آن مبارزه نشده است. بی‌بی‌سی فارسی
- جعفر پناهی همراه با همسر و تعدادی از دوستانش بازداشت شده‌است.

گزارش‌های رسیده از تهران حاکی از آن است که شامگاه گذشته، ماموران امنیتی با ورود به خانه جعفر پناهی، کارگردان سینما، پس از بازرسی خانه، آقای پناهی را همراه با همسر و دخترش و پانزده تن دیگر که در خانه او مهمان بودند دستگیر کردند و با خود به محل اعلام نشده‌ای بردند. براساس برخی گزارش‌ها، چند تن از دست اندرکاران سینمای ایران نیز که در خانه آقای پناهی مهمان بودند از جمله بازداشت شدگان هستند. بی‌بی‌سی فارسی

## ۳ مارس ۲۰۱۰
- زمین‌لرزه شیلی ممکن است از طول شبانه‌روز سیاره زمین کاسته باشد

بر اساس محاسبه دانشمندان آزمایشگاه پیشرانه جت در کالیفرنیا، زمین‌لرزه ۸٫۸ ریشتری شیلی ممکن است باعث کاسته شدن طول شبانه‌روز به اندازه ۱٫۲۶ میکروثانیه (میلیونیوم ثانیه) شده باشد. محاسبات نشان می‌دهد که در این زمین‌لرزه، میزان جرم جابجا شده از پوسته زمین به اندازه‌ای بوده که بر سرعت حرکت دورانی زمین حول محور خود تاثیری هرچند کوچک داشته باشد. بی‌بی‌سی، تلگراف، لس‌آنجلس تایمز
- رای عدم اعتماد پارلمان اوکراین به دولت تیموشنکو

مجلس اوکراین به دولت یولیا تیموشنکو  نخست وزیر این کشور رای عدم اعتماد داد و ویکتور یانکویچ رئیس جمهور جدید این کشوراعلام کرد که اگر اکثریت پارلمانی حاصل نشود مجلس را منحل وانتخابات فوری برگزار خواهد کرد. ایندیپندنت، لس‌آنجلس تایمز، آرتی (با ویدئو)
- برزیل با اعمال فشار بر برنامه اتمی ایران مخالفت کرد

در پی دیدار هیلاری کلینتون از برزیل، رئیس جمهوری برزیل با افزایش تحریم‌ها علیه ایران مخالفت کرد. بی‌بی‌سی فارسی، اسوشیتدپرس، پرس تی‌وی
- هاشمی رفسنجانی: وحدت با حرف به دست نمی‌آید

اکبر هاشمی رفسنجانی، رئیس مجمع تشخیص مصلحت نظام، به مناسبت «هفته وحدت» در ایران و با اشاره به تحولات سیاسی این کشور گفته‌است که «وحدت با حرف به دست نمی‌آید».هاشمی رفسنجانی چهارشنبه ۱۲ اسفند (سوم مارس) گفته‌است بدون «نقش آفرینی» آیت الله خامنه‌ای، رهبر ایران، و حمایت تمامی گروه‌های سیاسی این کشور نمی‌توان به حل بحران اخیر سیاسی در ایران امیدوار بود.بی بی سی ،تابناک ،ایلنا
- ایتالیا ۷ نفر را به اتهام قاچاق سلاح به ایران دستگیر کرد

پلیس ایتالیا اعلام کرد که ۲ ایرانی و ۵ ایتالیایی را به اتهام قاچاق اسلحه به ایران بازداشت کرده‌است. پلیس ایتالیا همچنین می گوید دو ایرانی دیگر را در ارتباط با این پرونده تعقیب می کند، اما می گوید این افراد هم اکنون در ایران و خارج از دسترس هستند. خبرنگار صدا و سیمای جمهوری اسلامی ایران در ایتالیا یکی از بازداشت‌شدگان است. رویترزبی‌بی‌سی
- امام جمعه ارومیه در فهرست میراث فرهنگی ثبت می‌شود

اسدالله علیزاده، مدیرکل سازمان میراث فرهنگی استان آذربایجان غربی سه شنبه ۱۱ اسفند (دوم مارس) به خبرگزاری ایلنا گفت که امیدوار است تا پایان سال ۸۸ نام آقای غلامرضا حسنی، امام جمعه ارومیه به عنوان یکی از میراث فرهنگی ایران به ثبت برسد. آقای علیزاده می‌گوید که امام جمعه ارومیه در وقایع اوایل انقلاب اسلامی ایران در استان آذربایجان غربی و برخورد با گروه‌هایی نظیر حزب دموکرات و کومله کردستان نقش اساسی داشته و از عناصر کلیدی در منطقه نقده بوده و غلام رضا حسنی شایسته آن است که نامش در فهرست آثار معنوی ایران ثبت شود. آقای حسنی در سال ۱۳۸۶ (۲۰۰۸) در مصاحبه با هفته نامه چلچراغ گفته بود: آثار باستانی دو نوع هستند. آنهایی که در خدمت اسلام هستند باید حفظ شوند و بقیه باید تخریب و نابود شوند. بی بی سی فارسی

## ۴ مارس ۲۰۱۰
- افزایش فعالیت گروه‌های دست راستی افراطی در آمریکا

تعداد و میزان فعالیت گروه‌های دستی راستی افراطی و شبه‌نظامی مخالف دولت اوباما ظرف یک سال گذشته در آمریکا ۲۵۰٪ افزایش داشته است. مخالفت جناح راست با ریاست جمهوری اوباما، تبلیغات ضددولتی و دامن زدن به تئوری‌های توطئه توسط رسانه‌های دست راستی مانند فاکس نیوز، و مشکلات ناشی از رکود اقتصادی جهانی علل عمده این افزایش هستند. گاردین
- اظهار نگرانی کمیسر عالی حقوق بشر سازمان ملل در مورد وضعیت حقوق بشر در ایران

ناوانتم پیلای، کمیسر عالی حقوق بشر سازمان ملل متحد، نسبت به وضعیت حقوق بشر در جمهوری اسلامی ایران اظهار نگرانی کرد و از مقامات ایران خواست اجازه سفر به این کشور را برای نمایندگان سازمان ملل صادر کنند. وی گفت: «نگرانی عمیق من از وضعیت رو به وخامت حقوق بشر در ایران ادامه دارد. سرکوب خشونت‌بار مخالفان، بازداشت خودسرانه معترضان، فعالان حقوق بشر، روزنامه‌نگاران و چهره‌های سیاسی سرشناس در این کشور اتفاق افتاده‌است. افراد زیادی به دلیل نقشی که در اعتراضات انتخاباتی داشتند، پس از محاکمه در دادگاه‌های پرسش برانگیز، به تحمل مجازات‌های سنگین، از جمله اعدام محکوم شده‌اند». بی‌بی‌سی فارسی، دویچه وله فارسی
- مکارم شیرازی صدور فتوای اعدام را تکذیب کرد

آیت الله مکارم شیرازی روز چهارشنبه ۱۳ اسفند در پایگاه اطلاع رسانی خود صدور حکم اعدام محمد امین ولیان را تکذیب کرد و پخش چنین خبری را شیطنت بعضی از سایت‌ها نامید. بی‌بی‌سی فارسی
- توزیع پیش‌نویس تحریم دوباره ایران؛ آمریکا در انتظار پاسخ روسیه و چین

دیپلمات‌ها در شورای امنیت سازمان ملل روز چهارشنبه اعلام کردند که آمریکا پیش‌نویس تحریم‌های تازه علیه تهران را توزیع کرده و منتظر پاسخ روسیه و چین است. هدف اصلی این تحریم‌ها بانکداری، کشتیرانی و بیمه ایران است. رادیو فردا
- بیانیه غیرمتعهدها در انتقاد از گزارش آمانو

جنش غیرمتعهدها نسبت به تبعات احتمالی فاصله گرفتن از زبان استاندارد راستی‌آزمایی در بخش خلاصه گزارش مدیرکل جایی که بیان می‌کند: «ایران باید همکاری لازم را برای این که به آژانس اجازه دهد که تایید کند، کلیه مواد هسته‌ای ایران در فعالیت‌های صلح‌آمیز قرار دارند، مورد ملاحظه قرار دهد» ابراز نگرانی کرده و از دبیرخانه آژانس خواستار توضیح شده‌است.تابناک
ایسنا

## ۵ مارس ۲۰۱۰
- مخالفت دولت اوباما با تصویب قطعنامه 'نسل کشی' ارامنه

این قعطنامه "نسل کشی و پاکسازی قومی ارامنه" توسط حکومت ترکیه عثمانی در سال ۱۹۱۵ میلادی را پذیرفته، و تصویب آن در کمیته روابط خارجی مجلس نمایندگان، واکنش شدید ترکیه را در پی داشته است.
هیلاری کلینتون، وزیر امور خارجه آمریکا، هم روز جمعه (۵ مارس) گفت: "دولت اوباما با این قعطنامه که با اختلاف یک رای در کمیته تصویب شد بطور جدی مخالفت است و به شدت تلاش خواهد کرد که به صحن مجلس نمایندگان فرستاده نشود."بي بي سي
- واکنش دفتر تحکیم وحدت به تایید حکم اعدام محمد امین ولیان

شورای عمومی دفتر تحکیم وحدت با صدور بیانیه‌ای به تایید حکم اعدام محمدامین ولیان، عضو ۲۰ ساله انجمن اسلامی دانشگاه دامغان و عضو این شورا، شدیدا اعتراض کرده و خواهان لغو فوری این حکم شده‌است.
این تشکل دانشجویی از فعالان سیاسی اصلاح طلب و تحول خواه، خصوصا مهدی کروبی و میرحسین موسوی، از رهبران مخالفان، خواسته‌است با تمرکز بر این موضوع و واکنش مناسب به این مسئله، به این جسارت ورزی اقتدارگرایان پاسخ دهند.در بیانیه این شورا آمده‌است که تایید حکم اعدام آقای ولیان تنها به جرم شرکت در مراسم روز عاشورا و دفاع از خود در مقابل حمله وحشیانه نیروی انتظامی، بلافاصله بعد از انتشار فیلمی تکان دهنده از حمله این نیرو به کوی دانشگاه تهران، جامعه دانشگاهی و مدنی ایران را در بهت و حیرت فرو برد.بی‌بی‌سی فارسی
- برخورد شهاب‌سنگ در مکزیک عامل انقراض دایناسورها است

با بررسی اسناد و مدارک پژوهشی موجود در ۲۰ سال گذشته، دانشمندانی که در چهل و یکمین کنفرانس بین‌المللی علوم ماه و سیاره‌ای گردهم آمده‌اند به این نتیجه رسیدند که برخورد یک شهاب‌سنگ به شبه جزیره یوکاتان در مکزیک امروزی باعث انقراض بیش از نیمی از جانوران روی زمین و از جمله دایناسورها شده است. انرژی آزاد شده در این برخورد یک میلیارد برابر بمب اتمی هیروشیما بوده و پس از ایجاد حفره‌ای به قطر ۲۴۰ کیلومتر در محل برخورد، تاریکی و سرما در سراسر سیاره زمین افکنده بوده است. بی‌بی‌سی
- به دنبال دستگیری دو ایرانی، سفیر ایتالیا به وزارت خارجه احضار شد

وزارت خارجه جمهوری اسلامی روز جمعه با اشاره به دستگیری دو تبعه ایران در ایتالیا به اتهام قاچاق اسلحه اعلام کرد که پنج‌شنبه شب سفیر ایتالیا در تهران را به این وزارتخانه فراخوانده است. یکی از این دستگیرشدگان خبرنگار تلویزیون دولتی ایران استراديو فردا
- آمریکا نسل‌کشی ارامنه را به‌رسمیت شناخت؛ ترکیه سفیر خود را از واشینگتن فراخواند

مجلس نمایندگان آمریکا، امروز پنج‌شنبه، قطع‌نامه‌ای را که طی آن عنوان نسل‌کشی برای قتل عام ارامنه در جریان جنگ جهانی یکم به رسمیت شناخته می‌شود را تصویب کرد. کمیسیون امور خارجه مجلس نمایندگان آمریکا امروز با ۲۳ رأی در برابر ۲۲ رأی قطع‌نامه به رسمیت شناختن نسل‌کشی ارامنه را تصویب کرد. به گزارش خبرگزاری آسوشیتدپرس، دولت ترکیه بلافاصله در واکنش به این قطع‌نامه با محکوم کردن آن، سفیر خود را از واشینگتن فراخواند.رادیو زمانه ،بی بی سی ،تی‌آر‌تی فارسی
- کاهش محکومیت سعید لیلاز به سه سال حبس

حکم سعید لیلاز روزنامه نگار و کارشناس اقتصادی که در حوادث پس از انتخابات بازداشت شده بود ، در دادگاه تجدید نظر از ۹ سال به ۳ سال کاهش یافت.پارلمان نیوز

## ۶ مارس ۲۰۱۰
- محمد ملکی به محاربه متهم شد

محمد ملکی، اولین رئیس دانشگاه تهران بعد از انقلاب سال ۱۳۵۷ که سه روز پیش بعد از بیش از ۶ ماه زندان آزاد شد، در کیفرخواست صادره به محاربه متهم شده‌است.رادیو زمانه ،بی‌بی‌سی فارسی
- علیزاده طباطبائی :حکم اعدام محمد امین ولیان هنوز تأیید نشده است

محمود علیزاده طباطبائی، وکیل دادگستری، می‌گویدکه هنوز حکم اعدام دادگاه بدوی برای محمد امین ولیان به تأیید دادگاه تجدید نظر نرسیده‌است،آقای علیزاده طباطبائی روز شنبه ۱۵ اسفند (ششم مارس) به خبرگزاری ایسنا گفت: محمد امین ولیان از سوی شعبه ۱۵ دادگاه انقلاب به اتهام محاربه به اعدام محکوم شد که در برخی سایت‌ها خبر تایید حکم دادگاه بدوی از سوی دادگاه تجدیدنظر منتشر شد، اما با مراجعه به این شعبه دادگاه انقلاب مطلع شدم که هنوز پرونده موکلم به دادگاه تجدید نظر ارسال نشده‌است.بی بی سیایسنا
- انفجار بمب در نجف و کشته و زخمی شدن زائران ایرانی

انفجار یک خودروی بمبگذاری شده در شهر مذهبی نجف در عراق منجر به کشته و زخمی شدن دهها نفر از جمله چندین زائر ایرانی شده‌است.طبق گزارش‌ها، دو زائر ایرانی در این انفجار کشته و بیش از سی و هفت ایرانی در این انفجار زخمی شده‌اند.بی بی سی

## ۷ مارس ۲۰۱۰
- رای‌گیری در عراق آغاز شد

حوزه‌های رای‌گیری برای انتخابات سراسری مجلس عراق بامداد یکشنبه گشایش یافته و میلیون‌ها نفر در میان نگرانی‌های شدید امنیتی برای تعیین سرنوشت سیاسی این کشور به پای صندوق‌های رای می‌روند. ۱۹ میلیون شهروند عراق واجد شرایط رای‌دهی برای انتخاب ۳۲۵ کرسی مجلس عراق هستند. بی‌بی‌سی فارسی
- مهدی کروبی خواستار لغو حکم اعدام محمدامین ولیان شد

مهدی کروبی، از نامزدهای معترض به نتایج انتخابات ریاست جمهوری در ایران، با انتقاد شدید از قوه قضاییه به دلیل محکوم کردن معترضان خیابانی به «محاربه»، خواستار لغو حکم اعدام محمدامین ولیان شد.رادیو فردا
- سخنگوی آمریکایی القاعده در پاکستان بازداشت شد

بر اساس گزارش‌ها، نیروهای امنیتی پاکستان آدام گادان، سخنگوی آمریکایی شبکه القاعده را در شهر کراچی بازداشت کرده‌اند.دولت‌های پاکستان و آمریکا هنوز این خبر را تایید نکرده‌اند، اما منابع امنیتی که خواسته ا ند ناشناس باقی بمانند به خبرگزاری‌ها گفته‌اند که سخنگوی القاعده روز یکشنبه (۷ مارس) در کراچی بازداشت شد.بی‌بی‌سی فارسی
- آمریکا میلیاردها دلار بابت سرمایه گذاری در ایران هزینه کرده است

روزنامه آمریکایی نیویورک تایمز گزارش داده‌است که در یک دهه گذشته دولت‌ها در آمریکا از شرکت‌هایی که با ایران مراوده کاری داشته‌اند بیش از صد میلیارد دلار پشتیبانی مالی کرده‌اند و این در حالی بوده که سیاست رسمی این کشور مخالف سرمایه گذاری در ایران بوده‌است نیویورک تایمزبی بی سی
- چین: تحریم راه حلی بنیادی برای موضوع هسته‌ای ایران نیست

وزیر خارجه چین گفته‌است که فشار و تحریم، راه حلی «بنیادین» برای موضوع هسته‌ای ایران نیست و کشورش همچنان از گفت‌وگو برای حل مسالمت‌آمیز مسئله اتمی ایران حمایت می‌کندرادیو فردا
- هشدار ایران به ایتالیا درباره بازداشت خبرنگار صدا و سیما

محمدعلی رامین،معاون مطبوعاتی وزارت فرهنگ و ارشاد اسلامی روز شنبه در گفت و گو با تلویزیون جمهوری اسلامی بازداشت حمید معصومی‌نژاد، «خبرنگار» واحد مرکزی خبر در ایتالیا را در راستای خواسته اسرائیل، آمریکا و بریتانیا دانسته و گفته‌است: «اگر ایتالیا بخواهد با همکاران رسانه‌ای ما چنین رفتار کند، ممکن است شاهد رفتار مشابهی با خبرنگاران ایتالیایی از جانب دولت ایران باشد.»
رادیو فردا

## ۸ مارس ۲۰۱۰
- پنج تریلیون ریال برای مقابله با جنگ نرم

در بودجه سال آینده ایران بیش از ۵ هزار میلیارد ریال برای مقابله با "جنگ نرم دشمنان در حوزه فرهنگی" اختصاص یافته است،به گزارش خبرگزاری فارس، یونس اسدی نماینده مردم مشکین‌شهر خبر فوق را در توضیحی راجع به لایحه بودجه ۱۳۸۹ اعلام کرده که این روزها در مجلس ایران در حال بررسی است.بي بي سي فارس نيوز
- لغو ممنوعیت صدور نرم‌افزارهای اینترنتی آمریکایی به ایران

وزارت خزانه‌داری آمریکا ممنوعیت صدور نرم‌افزارها و فناوری‌های اینترنتی آمریکایی را به ایران لغو کرد. این تصمیم برای تسهیل استفاده کاربران ایرانی از نرم‌افزارهای مرورگر وب، سرویس‌های وبلاگ نویسی، شبکه‌های اجتماعی و سرویس‌های گفتگوی اینترنتی آمریکایی گرفته شده است. به گفته این وزارتخانه، وقایع اخیر ایران نشانگر اهمیت نرم‌افزارهای ارتباطی اینترنتی در فعالیت‌های اجتماعی و سیاسی این کشور است و تصمیم جدید دولت آمریکا دسترسی شهروندان ایرانی را به این ابزار آسان‌تر می‌نماید. علاوه بر ایران، کشورهای کوبا و سودان نیز شامل لغو محدودیت صدور فناوری اینترنتی می‌شوند.وزارت خزانه‌داری آمریکا

## ۹ مارس ۲۰۱۰
- وزارت خارجه ایران: آلمان سرکرده گروه پژاک را آزاد کرد

سخنگوی وزارت امور خارجه ایران آزادی آقای حاجی احمدی را محکوم کرد و گفت کشورهای اروپایی علیرغم شعارهایی که در رابطه با حقوق بشر و مبارزه با تروریسم سر می‌دهند، متهم به حمایت از تروریسم هستند و همه شواهد نشان می‌دهد که این کشورها محل امن تروریست‌ها هستند. بی‌بی‌سی

## ۱۰ مارس ۲۰۱۰
- روسیه: ایران نه آمریکا را تهدید می‌کند نه اروپا را

سرگئی لاوروف وزیر امور خارجه روسیه گفت که تهران حتی از موشک‌هایی برخوردار نیست که بتواند اروپا را هدف قرار دهد، چه رسد خاک آمریکا را. ریانووستی
- مصطفی تاج زاده آزاد شد

مصطفی تاج زاده معاون سیاسی وزارت کشور در دوران ریاست جمهوری محمد خاتمی که یک روز پس از انتخابات بازداشت شده بود، روز چهارشنبه از زندان آزاد شده است. دست کم یک گزارش حاکیست که آزادی آقای تاج زاده به طور موقت و براساس مرخصی است. بی‌بی‌سی
- رقابت مایکروسافت و بی‌بی‌سی در تلویزیون اینترنتی

شرکت مایکروسافت قصد دارد برای رقابت با بی‌بی‌سی، برنامه‌های تلویزیونی ویژه‌ای را بر روی اینترنت در دسترس کاربران قرار دهد. بر خلاف بی‌بی‌سی که به کاربران اینترنتی اجازه مشاهده برنامه‌ها را تنها پس از پخش تلویزیونی و برای مدت محدودی می‌دهد، برنامه‌های مایکروسافت بدون محدودیت و صرف نظر از زمان پخش تلویزیونی، از طریق اینترنت در دسترس کاربران خواهد بود. تماشای برنامه‌های اینترنتی هر دو شرکت رایگان است، اما پیش از آغاز برنامه‌های مایکروسافت، کاربران مجبورند یک تبلیغ ۳۰ ثانیه‌ای را تماشا کنند. تایمز
- نخستین روزنامه سه‌بعدی اروپا منتشر شد

یک روزنامه فرانسوی زبان در بلژیک، شماره امروز خود را به طور ویژه سه بعدی منتشر کرده است. همراه ۱۱۵٬۰۰۰ نسخه از شماره امروز این روزنامه، عینک‌های مقوایی مخصوص دیدن تصاویر سه بعدی توزیع شده است. تصاویر این ویژه‌نامه فقط با استفاده از این عینک‌ها قابل دیدن است اما نوشته‌های روزنامه چاپ معمولی است و نیازی به عینک ویژه ندارد. بی‌بی‌سی فارسی
- احمدی‌نژاد: مبارزه با تروریسم کار اطلاعاتی می‌خواهد

محمود احمدی‌نژاد که در حال دیدار رسمی از افغانستان‌ است، در نشست مشترک خبری با حامد کرزی در کابل، آمریکا را متهم به پایه‌گذاری تروریسم در افغانستان و منطقه کرد و گفت که مبارزه با تروریسم نیازی به لشکرکشی ندارد و کار اطلاعاتی می‌خواهد. وی دستگیری عبدالمالک ریگی بدون لشکرکشی و خونریزی را نمونه موفقی از مبارزه با تروریسم خواند. بی‌بی‌سی فارسی

## ۱۱ مارس ۲۰۱۰
- زمین‌لرزه شدید دیگری شیلی را لرزاند

زمین‌لرزه شدیدی به شدت ۷٫۲ ریشتر روز پنجشنبه شیلی را لرزاند. کانون این زلزله در اعماق ۱۰ کیلومتری زمین و در ۱۲۴ کیلومتری جنوب غربی سانتیاگو پایتخت شیلی گزارش شده است. به عقیده کارشناسان، احتمال بروز سونامی در منطقه اقیانوس آرام زیاد است. ریانووستی
- سوئد، نسل‌کشی ارامنه در ترکیه عثمانی را به رسمیت شناخت.

ترکیه در اعتراض به اقدام پارلمان سوئد سفیر خود را از استکهلم فرا خواند. بی‌بی‌سی فارسی، رادیو فردا
- «اینترنت» نامزد دریافت جایزه صلح نوبل ۲۰۱۰ شد

«اینترنت» به عنوان یکی از نامزدهای دریافت جایزه صلح نوبل در سال ۲۰۱۰ انتخاب شده‌است. ویرایش ایتالیایی مجله Wired که نامزدی اینترنت را پیشنهاد کرده، فراهم‌سازی بستری برای «بحث و گفتگو و توافق» در جامعه جهانی را از دلایل خود برای این نامزدی ذکر کرده‌است. شیرین عبادی برنده ایرانی جایزه صلح نوبل در سال ۲۰۰۳ نیز از این نامزدی حمایت کرده‌است. بی‌بی‌سی
- اوباما فرمان وضعیت اضطراری مقابل ایران را تمدید کرد

باراک اوباما، رئیس جمهوری آمریکا، فرمان ریاست جمهوری سال ۱۹۹۵ دایر بر وجود «وضعیت اضطراری» میان کشورش و ایران و تحریم‌های گسترده مرتبط با آن را برای یک سال دیگر تمدید کرده‌است. این فرمان ریاست جمهوری برای نخستین بار در سال ۱۹۹۵ توسط بیل کلینتون رئیس جمهور وقت آمریکا و در دوره ریاست جمهوری هاشمی رفسنجانی در ایران صادر شد و هدفش اعمال تحریم‌های گسترده علیه ایران و جلوگیری از سرمایه‌گذاری بین‌المللی در صنایع کلیدی ایران به ویژه نفت و گاز بود. موارد استثنایی که شامل تحریم نیست ورود خاویار سیاه و پسته و فرش از ایران و صدور دارو و فراورده‌های کشاورزی و دامپروری به ایران است.بی‌بی‌سی فارسی، ریانووستی

## ۱۲ مارس ۲۰۱۰
- روسیه ۱۶ نیروگاه هسته‌ای برای هند می‌سازد

روسیه اعلام کرده است بر اساس معاهدات دفاعی و انرژی جدید با هند شانزده نیروگاه هسته‌ای در این کشور می‌سازد. این توافق بدنبال سفر ولادیمیر پوتین نخست وزیر روسیه به هند اعلام شد. آقای پوتین گفت روابط اتمی یکی از مهمترین ابعاد همکاری‌های بین دو کشور است. روسیه هم اکنون در حال ساخت دو نیروگاه هسته‌ای در ایالت تامیل نادو در جنوب هند است. بی‌بی‌سی فارسی (به همراه ویدئو)

## ۱۳ مارس ۲۰۱۰
- وب‌سایت کمپین یک میلیون امضا برنده اولین جایزه نت‌شهروند شد

جایزه نت‌شهروند ۲۰۱۰ به «تغییر برای برابری»، وب‌سایت کمپین یک میلیون امضا برای تغییر قوانین تبعیض‌آمیز در ایران اهدا شد. رادیو زمانه، دویچه وله فارسی، گزارشگران بدون مرز
- اعضای شبکه «جنگ سایبری آمریکا» در ایران دستگیر شدند

دادسرای عمومی و انقلاب تهران اعلام کرد که سی نفر از اعضای شبکه «جنگ سایبری آمریکا» را در جریان یک عملیات دستگیر کرده است. بر اساس این گزارش، سازمان جاسوسی آمریکا در سال ۲۰۰۶ جنگ سایبری علیه ایران را با بودجه ۴۰۰ میلیون دلاری کنگره راه‌اندازی کرد. بخشی از این پروژه که «ایران پراکسی» نام دارد ۵۰ میلیون دلار از این بودجه را با پشتیبانی وزارت امور خارجه آمریکا در اختیار داشته است. به گفته دادسرای عمومی و انقلاب تهران، تخلیه بانک‌های اطلاعاتی کشور، نفوذ و خرابکاری در سایت‌های اینترنتی ایران، مبارزه با فیلترینگ در داخل کشور، ایجاد امنیت برای شبکه مجازی مخالف جمهوری اسلامی، ایجاد بستر امن تلفنی و دیتا برای مصاحبه با رادیو فردا، رادیو زمانه، شبکه تلویزیونی صدای آمریکا و سایر رسانه‌های غربی در زمره ماموریت‌های شبکه ایران پراکسی بوده است. بی‌بی‌سی فارسی
- بیش از ۱۰۰ جنگنده آمریکایی اف-۱۸ زمینگیر شدند

فرماندهی نیروی دریایی آمریکا تصمیم به توقف استفاده از ۱۰۴ فروند جنگنده اف-۱۸ گرفته، و علت آن را ترک برداشتن زودهنگام بدنه ذکر کرده است. مهندسان نیروی دریایی نگرانند که این ترک‌ها در محل اتصال بدنه با بال رخ دهد. هواپیماهای یاد شده باید پس از هر ۱۰۰ ساعت پرواز مورد معاینه فنی ویژه قرار گیرند. توقف استفاده از این جنگنده‌ها شامل پایگاه‌های مستقر در خاک آمریکا و پایگاه‌های نظامی خارج این کشور نیز می‌شود. نیوی تایمز
- تضمین بدهی‌های یونان توسط اتحادیه اروپا

کمیسیون اروپا اعلام کرده که توافق بر سر یک بسته چند میلیارد دلاری برای تضمین بدهی‌های یونان به مراحل نهایی رسیده است که به موجب آن، اگر یونان برای پرداخت بدهی‌های خود درخواست کمک مالی کند، اتحادیه اروپا وام و تضمین‌های لازم را برای این کشور فراهم خواهد آورد. با وجود مقاومت شدید سیاسی در برابر حمایت از اقتصادهای ضعیف در حوزه یورو، آلمان از بسته پیشنهادی حمایت کرده است. آلمان و فرانسه از کمک دهندگان اصلی خواهند بود و بریتانیا و دیگر کشورهایی که از واحد پول یورو استفاده نمی‌کنند نقشی در این کمک‌ها نخواهند داشت. کسری بودجه یونان در حال حاضر چهار برابر سقفی است که اتحادیه اروپا برای حوزه یورو تعیین کرده است. بی‌بی‌سی فارسی، گاردین

## ۱۴ مارس ۲۰۱۰
- گزارش خیالی تلویزیون گرجستان مردم را به وحشت انداخت

پخش گزارش غیرواقعی از یک شبکه تلویزیونی در گرجستان درباره تهاجم گسترده روسیه و مرگ رئیس جمهوری این کشور، باعث هراس و نگرانی شدید شهروندان شد. با این که قبل از شروع گزارش، غیرواقعی بودن آن اعلام شده بود، بسیاری از مردم متوجه این موضوع نشدند و دچار وحشت شدند. شبکه تلویزیونی که این گزارش را پخش کرده گفت هدف از پخش این برنامه، نشان دادن وقایعی بود که ممکن است پس از حمله احتمالی روسیه به گرجستان رخ دهد. بی‌بی‌سی فارسی
- اعتراض نخست وزیر چین به سیاست‌های اقتصادی آمریکا

ون جیابائو نخست وزیر چین با رد ادعای دولت اوباما‌ مبنی بر دخالت دولت چین در پایین نگه داشتن ارزش پول این کشور، دولت آمریکا را به «حمایت‌گرایی» از صنایع آمریکایی و فاصله گرفتن از سیاست‌های تجارت آزاد متهم کرد. این مقام چینی با اشاره از روند نزولی ارزش دلار آمریکا، از کاهش ارزش دارایی‌های وسیع آمریکایی که در مالکیت چین می‌باشد اظهار نگرانی کرد، و از آمریکا خواست برای بهبود روابط بین دو کشور تلاش بیشتری به عمل آورد. لس‌آنجلس تایمز
- احمدی‌نژاد پیش از احراز مقام ریاست جمهوری خواستار باز شدن پلمپ تاسیسات هسته‌ای شده بود

محمود احمدی‌نژاد با انتقاد از سیاست‌های هسته‌ای دولت پیش از خود گفت که بعد از پیروزی در انتخابات سال ۱۳۸۴، از رهبر ایران خواسته است تا قبل از مراسم تنفیذ ریاست جمهوری، پلمپ تاسیسات غنی‌سازی اورانیوم در کارخانه یو. سی. اف اصفهان باز شود. بی‌بی‌سی فارسی
- اسرائیل عضو ارشد حماس در کرانه غربی را بازداشت کرد

سخنگوی ارتش اسرائیل گفت یکی از فرماندهان نظامی ارشد حماس به نام ماهر عوده را در شب ۱۴ مارس در رام الله در کرانه باختری بازداشت کرده است. اسرائیل عوده را متهم به دست داشتن در چند فقره بمبگذاری می‌داند که بیش از هفتاد کشته بر جای گذاشته است. بی‌بی‌سی فارسی

## ۱۵ مارس ۲۰۱۰
- سفیر اسرائیل: روابط آمریکا و اسرائیل بحرانی است

رسانه‌های اسرائیلی از قول سفیر این کشور در آمریکا گزارش داده‌اند که روابط بین اسرائیل و آمریکا دچار یک «بحرانی تاریخی» شده است. این بحران پس از اعلام ناخرسندی شدید آمریکا از توسعه شهرک‌های یهودی‌نشین در شرق بیت‌المقدس شدت گرفت. بی‌بی‌سی فارسی
- فتوای خامنه‌ای علیه چهارشنبه‌سوری

علی خامنه‌ای، رهبر نظام جمهوری اسلامی ایران، چهارشنبه‌سوری را عاری از «مبنای شرعی» خواند، و در حالیکه آن را «مستلزم ضرر و فساد زیادى» دانست که باید از آنها اجتناب شود. در حالی که فتوای قدیمی علی خامنه‌ای از فقدان «مبنای عقلانی» مراسم چهارشنبه سوری سخن می‌گفت، فتوای جدید وی از فقدان «مبنای شرعی» این مراسم حکایت دارد. بی‌بی‌سی فارسی رادیوزمانه
- تجلیل از نوروز در دستور کار کنگره آمریکا قرار گرفت

مجلس نمایندگان آمریکا در خصوص نوروز قعطنامه‌ای را آماده رای‌گیری کرده که اهمیت فرهنگی و تاریخی مهمترین جشن باستانی ایرانیان را به رسمیت می‌شناسد. یکی از نمایندگان ایالت کالیفرنیا در مجلس نمایندگان، تهیه کننده اصلی این قطعنامه است. این قعطنامه جامعه ایرانیان در آمریکا را مطیع قانون، صلح طلب و بانشاط توصیف کرده است و از نقشی که آنان در جامعه آمریکا ایفا کرده‌اند، تقدیر می‌کند. این قعطنامه همچنین عید نوروز را به مردم ایران و مردم کشورهایی که نوروز را جشن می‌گیرند تبریک می‌گوید. بی‌بی‌سی فارسی
- بیست و پنج سالگی عصر دات کام

بیست و پنج سال پیش در چنین روزی، ۱۵ مارس ۱۹۸۵ میلادی، اولین دامنهٔ دات کام توسط شرکتی در ایالت ماساچوست در آمریکا به ثبت رسید. مجله وایرد

## ۱۶ مارس ۲۰۱۰
- رقابت شانه‌به‌شانه طرفداران نخست‌وزیر نوری مالکی و جریان سکولار العراقیه در انتخابات مجلس عراق

شمارش ۶۶ ٪ آراء انتخابات مجلس عراق از رقابت بسیار نزدیک ائتلاف دولت قانون به رهبری نوری مالکی و ائتلاف العراقیه به رهبری ایاد علاوی و شکست ائتلاف ملی عراق جریان حاکم در مجلس فعلی عراق حکایت دارد. ائتلاف دولت قانون با ۲۵٫۸۶٪ آراء در بغداد و ۶ استان عمدتأ عرب شیعه‌نشین بصره، بابل، کربلا، نجف، مثنی و وسیط در جایگاه نخست قرار دارد. ائتلاف العراقیه با ۲۵٫۵۰٪ آراء در کرکوک، نینوا، دیاله و استان‌های عمدتأ عرب سنی‌نشین صلاح‌الدین و انبار از رقبای خود پیش است. ائتلاف ملی عراق با ۱۹٫۵۸٪ در جایگاه سوم قرار دارد و در ۳ استان عمدتأ عرب شیعه‌نشین میسان، ذی‌قار و قادسیه در جایگاه اول است. اتحاد کردستان هم با ۱۴٫۷۲٪ آراء در ۳ استان اربیل، سلیمانیه و دهوک در صدر است. آخرین نتایج انتخابات در وب‌سایت مجلس
- انتقاد سازمان ملل از روسیه برای طرح‌های المیپک ۲۰۱۴

سازمان ملل متحد از اقدامات تدارکاتی روسیه برای برگزاری المپیک زمستانی سال ۲۰۱۴ در این کشور انتقاد کرده‌است. این سازمان در گزارشی می‌گوید که مقامات روسیه توجه نمی‌کنند که فعالیتهای ساخت و سازشان در مجموع برای محیط زیست چه پیامدهایی به دنبال دارد. گزارش سازمان ملل پس از آن منتشر می‌شود که چند سازمان عمده طرفدار حفظ محیط زیست در روسیه مقامات این کشور را متهم کردند که به نگرانی‌های آنها توجهی ندارند و گفتند به همین دلیل همکاری خود را با دولت روسیه متوقف می‌کنند.بی‌بی‌سی فارسی
- قطعنامه نوروز در کنگره آمریکا تصویب شد

مجلس نمایندگان آمریکا با تصویب قطعنامه‌ای «اهمیت فرهنگی و تاریخی» مهم‌ترین عید باستانی ایرانیان را به رسمیت شناخته و نوروز را به ایرانی‌ها و همه کسانی که آن را جشن می‌گیرند، تبریک گفته‌است. این قطعنامه هم‌چنین از کوروش بزرگ، پادشاه دودمان هخامنشی تمجید می‌کند و منشور حقوق بشر کوروش بزرگ که بعد از فتح بابل به دستور او تدوین شد را تحولی مهم در تاریخ حقوق بشر دانسته‌است. این قعطنامه با ۳۸۴ رای مثبت در برابر ۲ رای مخالف تصویب شد. مایکل هوندا، یکی از نمایندگان ایالت کالیفرنیا در کنگره، تهیه‌کننده اصلی این قطعنامه بود. بی‌بی‌سی فارسی
- وزیر خارجه اسرائیل  از دیدار با رئیس جمهور برزیل خودداری کرد

آویگدور لیبرمن، وزیر خارجه اسرائیل از دیدار با رئیس جمهور برزیل و شرکت در نشست پارلمان اسرائیل که قرار بود میهمان برزیلی در آن سخنرانی کند، خودداری کرده‌است. امتناع رئیس جمهور برزیل از بازدید از مقبره پایه‌گذاران جنبش صهیونیسم دلیل این اقدام وزیر خارجه اسرائیل عنوان شده‌است. به غیر از این روابط دوستانه برزیل با ایران نیز با خشم محافلی در اسرائیل رو به رو شده‌است. رئیس جمهور برزیل با وضع تحریم‌ها علیه ایران بر سر برنامه هسته‌ای این کشور مخالفت کرده‌است. بی‌بی‌سی فارسی
- هشدار چین به گوگل

در پی هک شدن برخی از سرویس‌های شرکت گوگل در چین، این شرکت دو ماه قبل تهدید کرده بود که به سانسور نتایج موتور جستجوگر اینترنتی «گوگل چینی» پایان خواهد داد و ممکن است بازار چین را ترک کند. یک سخنگوی وزارت بازرگانی چین گفت چنانچه گوگل می‌خواهد از این کشور خارج شود باید بر طبق قانون چین از قبل این وزارتخانه را مطلع سازد و هنوز چنین کاری نکرده‌است. بی‌بی‌سی فارسی

## ۱۷ مارس ۲۰۱۰
- ائتلاف ایاد علاوی در عراق از نوری مالکی پیشی گرفت

تازه ترین نتایج انتشار یافته از انتخابات سراسری عراق نشان می‌دهد که رقابت نزدیکی میان نوری مالکی، نخست وزیر فعلی و ایاد علاوی، نخست وزیر پیشین این کشور در گرفته‌است.هشتاد درصد آرا تا کنون شمارش شده و ائتلاف العراقیه به رهبری ایاد علاوی، برای اولین بار برتری اندکی بر ائتلاف نوری مالکی یافته‌است، اگرچه ائتلاف دولت قانون به رهبری نوری مالکی، نخست وزیر عراق در شهرهای مهم مانند بغداد و بصره پیشتاز است.بی‌بی‌سی فارسی ،خبر آن لاین
- تجمع خانواده زندانیان سیاسی در مقابل زندان اوین

صدها نفر از خانواده های زندانیان سیاسی در مقابل زندان اوین در تهران تجمع کردند و خواستار آزادی این زندانیان در آستانه عید نوروز شدند.رادیو فردا
- دبیرکل سازمان ملل فرارسیدن نوروز را تبریک گفت

روز چهارشنبه ۲۶ اسفند ۱۳۸۸ (۱۷ مارس ۲۰۱۰)، مرکز اطلاع رسانی سازمان ملل متحد گزارش کرد که بان کی‌مون، دبیرکل سازمان ملل متحد در پیامی تصمیم مجمع عمومی سازمان ملل برای شناسایی ۲۱ مارس به عنوان روز بین‌المللی نوروز را نشانه آگاهی جهانی از اهمیت نوروز نه تنها به عنوان یک جشن منطقه‌ای، بلکه یک جشن جهانی توصیف کرده‌است. بی‌بی‌سی فارسی
- دریافت عکس‌های دقیق از یکی از ماه‌های مریخ

فضاپیمای مارس اکسپرس که در مدار مریخ در گردش است، دقیقترین تصاویر دریافتی از یکی از ماه‌های مریخ به نام فوبوس را به زمین ارسال کرد. دقت این تصاویر ۴٫۴ متر بر پیکسل است. این عکس‌ها محلی را که برای فرود فضاپیمای اکتشافی فوبوس-گرونت در سال ۲۰۱۱ پیش‌بینی شده، به دقت نشان می‌دهند. سازمان فضایی اروپا
- روزنامه شرق دوباره منتشر شد

روزنامه اصلاح‌طلب شرق  پس از بیش از دوسال وقفه، از صبح چهارشنبه ۲۶ اسفند به صورت محدود منتشر شد ،انتشار سراسری و گسترده روزنامه به سال آینده خورشیدی موکول شده است.شرق یکی از پرخواننده‌ترین روزنامه‌های اصلاح طلب در دهه ۱۳۸۰ محسوب می‌شد که در مرداد ماه ۱۳۸۶ از سوی هیئت نظارت بر مطبوعات به اتهام انتشار مطالب خلاف عفت عمومی توقیف شده بود. بی‌بی‌سی فارسی

## ۱۸ مارس ۲۰۱۰
- اختلاف آمریکا با روسیه بر سر راه‌اندازی نیروگاه بوشهر

هیلاری کلینتون که از مسکو دیدار می‌کند، از قصد روسیه برای راه‌اندازی نیروگاه بوشهر انتقاد کرد و گفت که ایران نخست باید به جهانیان اطمینان دهد بدنبال دستیابی به سلاح اتمی نیست و در غیاب چنین اطمینانی نباید این پروژه به اجرا گذاشته شود. در مقابل، وزیر خارجه روسیه با دفاع از همکاری هسته‌ای کشورش با ایران، فعالیت نیروگاه بوشهر را زیر نظر آژانس بین‌المللی انرژی هسته‌ای خواند و گفت که نظارت آژانس در بوشهر به اجرای تعهدات ایران در منع گسترش سلاح‌های کشتار جمعی کمک می‌کند. بی‌بی‌سی فارسی تی آر تی فارسی
- اعتراض آلمان، فرانسه و بریتانیا به پخش پارازیت از ایران

وزیران خارجه آلمان، فرانسه و بریتانیا در نامه‌ای خطاب به مسئولان اتحادیه اروپا خواستار مقابله با اختلال جمهوری اسلامی ایران در پخش برنامه‌های شبکه‌های تلویزیونی‌‌ دویچه وله، بی‌بی‌سی فارسی و صدای آمریکا شدند. ارسال پارازیت، برنامه ‌این فرستنده‌ها را مختل کرده است. دویچه وله فارسی
- ایران و پاکستان قرارداد ساخت خط لوله گاز طبیعی را امضا کردند

مقامات ایران و پاکستان، قرارداد انتقال گاز ایران به پاکستان را امضا کردند. خط لوله مذکور، که  بهخط لوله صلح موسوم شده‌است، میدان گازی پارس جنوبی را با ایالت‌های بلوچستان و سند پاکستان مرتبط می‌کند. این خط لوله در ابتدا قرار بود گاز ایران را به هند منتقل کند اما دولت این کشور سال گذشته از مذاکرات کناره‌گیری کرد. بی‌بی‌سی فارسی
- کروبی: شعبان بی مخ اوباش بود اما اینها حزب الله هستند؟

مهدی کروبی، دبیرکل حزب اعتماد ملی، برخوردهای طرفداران دولت ایران با معترضان را شبیه برخوردهای حامیان حکومت پهلوی با مخالفان دانسته و انتقاد درباره مصاحبه با رسانه‌های بین المللی را رد کرده‌است.سایت سحام نیوز، متعلق به حزب اعتماد ملی ، به نقل از مهدی کروبی نوشت: «ما درتاریخ می‌خوانیم وقتی دکتر فاطمی را پس از کودتای ۲۸ مرداد سال ۳۲ در تجریش گرفتند در راه که او را می‌بردند به فرمانداری نظامی مشتی اراذل و اوباش به او حمله کردند و دکتر فاطمی را زدند و مجروح و خونین کردند، چطور آنها اراذل و اوباش بودند اما این‌ها با این کارهاشان نیستند»؟بی‌بی‌سی فارسی
- چين: ايران پیشنهاد آژانس برای مبادله‌ی اورانيوم را بپذیرد

نماينده‌ی چين در مقر اروپايی سازمان ملل اعلام کرد که دولت چین در مذاکراتی که با مقام‌های جمهوری اسلامی داشته از آنها خواسته است تا با پيشنهاد آژانس بين‌المللی انرژی اتمی، برای مبادله‌ی اورانيوم ‌غنی‌شده با سوخت هسته‌ای، موافقت کنند.رادیو فردا
- حسین مرعشی بازداشت و روانه زندان شد

به گزارش شبکه ایران با قطعی شدن حکم حسین مرعشی، سخنگوی حزب کارگزاران سازندگی و پسر عموی عفت مرعشی   همسرِ اکبر هاشمی رفسنجانی ، در دادگاه تجدید نظر، وی برای اجرای حکم یک ساله زندان، ساعاتی پیش بازداشت و روانه زندان شد. ایران

## ۱۹ مارس ۲۰۱۰
- پیام تبریک نوروزی بریتانیا

دیوید میلیبند، وزیر امور خارجه بریتانیا فرارسید نوروز را به مردم ایران و تمام کسانی که این مناسبت را جشن می‌گیرند تبریک گفت و سالی بهتر از سال قبل را برای ایرانیان آرزو کرد. وی در پیام خود ابراز امیدواری کرد که آرزوهای مردم ایران در سال جدید برآورده شود و آنها بتوانند خواسته‌های خود را برای آینده، به طور آزادانه بیان کنند. میلیبند نوروز را جشنی با قدمت بیش از ۳۰۰۰ سال خواند که مردم در آن به استقبال بهار می‌روند و تغییر طبیعت را نظاره می‌کنند. او با اشاره به جشن گرفتن نوروز توسط ایرانیان بریتانیایی نوشت که پیوندهای شخصی میان دو کشور مثل همیشه محکم است. بی‌بی‌سی فارسی، سایت وزارت امور خارجه بریتانیا
- احمدی نژاد پیشنهاد رفراندوم داد

محمود احمدی نژاد رئیس جمهور ایران در یک گفت و گوی زنده تلویزیونی پیشنهاد برگزاری رفراندوم برای طرح هدفمندکردن یارانه‌ها را مطرح کرد. وی گفت که اجرای مصوبه مجلس در مورد هدفمند کردن یارانه‌ها ناممکن و به ضرر ملت است و تنها راه ممکن برای اجرای درست این طرح، مراجعه به آرای عمومی است.خبر آن لاین ،بی‌بی‌سی فارسی
- بیش از ۲۰۰ کشته در ریزش معدن طلا در سیرالئون

ریزش سقف یک معدن غیر رسمی طلا در سیرالئون حداقل ۲۰۰ کشته به‌جای گذاشت. رویترز
- میرحسین موسوی: سال ۸۹ سال استقامت و پایداری است

میرحسین موسوی در یک پیام ویدیویی که به مناسبت فرا رسیدن نوروز منتشر شده‌است، سال ۸۹ را سال استقامت و پایداری برای تحقق مطالبات جنبش سبز وعقب گرد از این خواسته‌ها را خیانت به ملت و اسلام و خون شهدا دانسته‌است. وی با اشاره به حوادث پس از انتخابات گفت: اگر مسئله سیاسی بود باید به شیوه سیاسی حل می‌شد و مردم باید اقناع می‌شدند و به مردم توضیح می‌دادند. اما اینگونه نشد و پاسخ‌ها درخورشان نبود. یکی از به یادماندنی‌ترین روزهای این جریانات، روز ۲۵ خرداد بود که ملت به صورت گسترده در این روز حضور پیدا کردند و آن را به روز تعیین‌کننده‌ای در تاریخ کشور تبدیل کردند. آن روز همواره شهادت خواهد داد که روحیه مردم در روزهای پس از انتخابات چگونه بود. کلمه ،بی‌بی‌سی فارسی ،رادیو فردا
- دزدان دریایی کشتی ایرانی را پس از ۵ ماه آزاد کردند

نماینده نیروی دریایی ناتو در مبارزه با دزدان دریایی اطلاع داد که دزدان دریایی سومالی یک کشتی ایرانی که پنج ماه قبل ربوده شده بود را ترک کرده و ۱۹ سرنشین آن را آزاد کردند. علت تصمیم دزدان دریایی روشن نیست، اما نماینده ناتو گشت‌زنی یک فروند ناو ایتالیایی در شمال سومالی را به عنوان دلیل احتمالی این اقدام ذکر کرد. ریانووستی
- روسیه اعمال تحریمات علیه ایران را حذف نمی‌کند

سرگئی لاوروف وزیر امور خارجه روسیه پس از دیدار با هیلاری کلینتون همتای آمریکایی‌اش اعلام کرد که امکان اعمال تحریم‌ها علیه ایران را حذف نمی‌کند، اما خاطر نشان ساخت که چنین تحریم‌هایی باید هوشمندانه اتخاذ شوند، باعث فلج شدن کشور نشده و عواقب منفی مدنی بر جامعه ایران نداشته باشند و باید هدف این تحریم‌ها کسانی باشند که تصمیم همکاری با جامعه جهانی بر عهده آنها است. ریانووستی

## ۲۰ مارس ۲۰۱۰
- پیام نوروزی رهبر و رئیس جمهور ایران منتشر شد

آیت الله علی خامنه‌ای در پیام نوروزی خود گفت که مردم پس از انتخابات  'توطئه‌ای بزرگ' را شکست دادند.او همچنین سال جدید را  سال همت مضاعف ، کار مضاعف نامید. محمود احمدی نژاد هم 'رای قاطع' مردم به خود را ترسیم کننده 'مسیر روشن فردا' توصیف کرد.بی‌بی‌سی فارسی
- مهدی کروبی در پیام نوروزی:نظام قایقی کوچک برای جمعی محدود نیست

مهدی کروبی در یک پیام ویدیویی به مناسبت نوروز گفت که نظام جمهوری اسلامی، به معنای «سلیقه، فرد و دسته خاصی» نیست و اگر قرار باشد نظام مانند «قایقی کوچک» برای جمعی محدود باشد، او مخالف چنین نظامی خواهد بود.سایت «سحام نیوز» که دیدگاه‌های مهدی کروبی را منعکس می‌کند، این بخش از پیام آقای کروبی را که امروز منتشر شده، به منزله «انتقاد» از آیت الله علی خامنه‌ای دانسته‌است.بی‌بی‌سی فارسی
- اولین نتایج رسمی انتخابات عراق:علاوی جلوتر از مالکی

اولین نتایج رسمی انتخابات پارلمانی عراق که مورد تایید کمیسیون مستقل انتخابات عراق قرار گرفته نشان می‌دهد که ائتلاف العراقیه به رهبری ایاد علاوی با اختلاف اندکی جلوتر از ائتلاف به رهبری نوری المالکی است.بر اساس نتایج اولیه انتخابات عراق که کمیسیون مستقل اعلام کرده‌است لیست العراقیه به میزان هشت هزار رای در سراسر عراق از ائتلاف دولت قانون جلو افتاده‌است.ایاد علاوی نخست وزیر اسبق عراق اعلام کرد هرگونه شتابزدگی را در تشکیل دولت آینده عراق رد می‌کند زیرا این امر باعث تکرار فجایع گذشته برای عراق می‌شود.خبر آن لاین
- انتشار پیام نوروزی باراک اوباما

باراک اوباما، رئیس جمهور آمریکا در پیامی ویدئویی به مناسبت فرارسیدن نوروز این عید را به مردم ایران تبریک گفت. آقای اوباما در دومین پیام نوروزی خود گفت پیشنهاد آمریکا برای گفتگوی مستقیم با حکومت ایران همچنان پابرجا است و این دولت ایران بود که طی سال گذشته، منزوی ساختن خود را برگزید. باراک اوباما با رد ادعای مقامات ایرانی مبنی بر دخالت آمریکا در مسایل داخلی این کشور، این اتهامات را پوچ و بی‌اساس خواند و گفت تعهد و مسئولیت آمریکا این است که به خاطر حقوقی که برای همه موجودات انسانی باید جهانی باشد، به پا خیزد. او از جمله این حقوق را، حق سخن گفتن آزادانه، حق تجمع بدون ترس، حق برخورداری از عدالت و بیان نظرات دانست. اوباما پیام خود را با این کلمات به زبان فارسی خاتمه داد: «عید شما مبارک». وبسایت کاخ سفید (قالب پی‌دی‌اف)، بی‌بی‌سی فارسی

## ۲۱ مارس ۲۰۱۰
- عذرخواهی پاپ از آزار جنسی کودکان توسط کشیش‌های ایرلندی

پاپ بندیکت شانزدهم، رهبر کاتولیک‌های جهان از کسانی که برای سال‌ها هدف آزار جنسی و بدرفتاری کشیش‌های ایرلندی قرار گرفته‌اند عذرخواهی کرده‌است.پاپ در نامه به کاتولیک‌های ایرلند که اولین پاسخ علنی وی به این رسوایی تلقی می‌شود، نوشته‌است: «شما رنج زیادی برده‌اند و من واقعا متاسفم.»پاپ بندیکت می‌گوید که به اعتماد خیانت شده و شرافت مردم لطمه خورده‌است.بی‌بی‌سی فارسی
- فریاد الله‌اکبر در لحظه تحویل سال

بنا برگزارش سایتهای هوادار جنبش سبز ، شامگاه شنبه همزمان با لحظه تحویل سال، بانگ الله‌اکبر در شهرهای تهران ، شیراز، اصفهان، تبریز و مشهد طنین افکن شد. برخی از سایتهای خبری، فیلم سردادن شعارهای الله اکبر در لحظه تحویل سال نو را منتشر کرده‌اند.رادیو فردا
- درخشش یک ایرانی در دوره نهایی جام NCAA آمریکا

علی فرخ‌منش بازیکن تیم بسکتبال دانشگاه آیووای شمالی، با یک پرتاب ۳ امتیازی، تیم دانشگاه کانزاس را که مدعی شماره یک قهرمانی جام NCAA بسکتبال آمریکا بود را حذف نمود. وی پیشتر با یک پرتاب مشابه در لحظات پایانی نیز تیم دانشگاه نوادا در لاس وگاس را به همین سرنوشت دچار کرده بود. جام NCAA پس از ان بی ای، پرطرفدارترین جام قهرمانی بسکتبال آمریکا است. این مسابقات هر ساله بین دانشگاه‌های تراز اول آمریکا برگزار می‌گردد، و بازیکنان آن اغلب به لیگ ان بی ای دعوت می‌شوند.فاکس، لس‌آنجلس تایمز، ام‌اس‌ان‌بی‌سی

## ۲۲ مارس ۲۰۱۰
- تصویب قطعنامه نوروز در سنای آمریکا

مجلس سنای آمریکا با تصویب قطعنامه‌ای «اهمیت فرهنگی و تاریخی» مهم‌ترین عید باستانی ایرانیان را به رسمیت شناخته و نوروز را به ایرانی‌ها و همه کسانی که آن را جشن می‌گیرند، تبریک گفته‌است. این قطعنامه توسط سناتور رابرت منندز (از نیوجرسی) و سناتور جان کرنین (از تگزاس) نوشته شده، و بدون رای مخالف به تصویب رسید. سیلم نیوز
- نوه هاشمی رفسنجانی بازداشت شد

روز دوشنبه، گزارش شد که حسن لاهوتی، فرزند فائزه هاشمی و نوه اکبر هاشمی رفسنجانی، رئیس مجلس خبرگان و رئیس مجمع تشخیص مصلحت نظام، هنگام بازگشت از سفر خارج به تهران بازداشت و زندانی شده‌است.بی‌بی‌سی فارسی
- تصویب طرح اصلاح نظام بیمه درمانی آمریکا در کنگره

اکثریت دموکرات مجلس نمایندگان آمریکا پس از ماه‌ها بحث و مذاکرات فشرده طرح اصلاح نظام بیمه درمانی و مراقبت‌های بهداشتی آمریکا که یکی از مهم ترین اولویت‌های داخلی دولت باراک اوباماست را تصویب کرد.۲۱۹ نماینده دموکرات یکشنبه شب به این طرح جنجال برانگیز رای مثبت دادند.این طرح که ۳۲ میلیون آمریکایی را در ظرف چند سال آینده تحت پوشش بیمه قرار خواهد داد، بزرگ ترین تحول در نظام بهداشتی آمریکا طی چندین دهه اخیر به حساب می‌آید.بی‌بی‌سی فارسی ،صدای آمریکا
- اتحادیه اروپا با اختلال امواج ماهواره‌ای «توسط ایران» مقابله می‌کند

وزیران امور خارجه ۲۷ کشور عضو اتحادیه اروپا روز دوشنبه، دوم فروردین در بروکسل، پایتخت بلژیک دیدار می‌کنند. بخش‌هایی از پیش‌نویس بیانیه آن‌ها به خبرگزاری‌ها درز کرده‌است که بر اساس آن «اتحادیه اروپا از مقام‌های ایران می‌خواهد به ارسال پارازیت بر امواج ماهواره‌ای و سانسور اینترنت پایان و به مداخلات الکترونیکی فورا خاتمه دهد». هم‌چنین خبرگزاری رویترز به نقل از دیپلمات‌های اروپایی گزارش داد که اتحادیه اروپا قصد دارد از محکوم‌کردن لفظی ایران فراتر برود و «تدابیری ملموس» علیه اقدام این کشور در ارسال پارازیت‌های مخرب بر امواج ماهواره‌ای و سانسور اینترنت اتخاذ کند. بی‌بی‌سی فارسی, رادیو فردا

## ۲۳ مارس ۲۰۱۰
- بریتانیا یک دیپلمات اسرائیلی را اخراج کرد

دیوید میلیبند وزیر خارجه بریتانیا در پارلمان این کشور اعلام کرد که دولت بریتانیا یک عضو سفارت اسرائیل در لندن را اخراج کرده است.این اقدام در ارتباط با سوء استفاده اسرائیل از گذرنامه های بریتانیایی در جریان قتل یک مقام بلندپایه حماس در دوبی است.بی‌بی‌سی فارسی
- نوه هاشمی رفسنجانی آزاد شد

حسن لاهوتی، نوه اکبر هاشمی رفسنجانی که شامگاه یکشنبه در تهران بازداشت شد، آزاد شده‌است.یک منبع نزدیک به خانواده اکبر هاشمی رفسنجانی ضمن تایید این خبر به بی بی سی گفت که در دو مورد از آقای لاهوتی بازجویی به عمل آمده‌است: یکی در خصوص «اهانت به سران حکومت در مکالمات تلفنی» و دیگری «شرکت در تظاهرات ۲۵ خرداد ماه در تهران».بی‌بی‌سی فارسی
- گوگل سانسور اینترنت را در چین متوقف کرد

شرکت اینترنتی گوگل اعلام کرده که به سانسور موتور جستجوگر چینی خود خاتمه داده و وب سایت چینی خود را تعطیل کرده‌است. گوگل روز دوشنبه در وبلاگ خود خبر داد که از این پس ترافیک اینترنتی کاربران چینی را از گوگل چینی (google.cn) به سایت هنگ کنگ این شرکت (www.google.com.hk) می‌فرستد. بی‌بی‌سی فارسی
- نخستین پرواز آزمایشی «سفینه فضایی دو» انجام شد

نخستین پرواز آزمایشی سفینه فضایی دو در منطقه‌ای در بیابان موهاوی انجام شد. پس از ماه‌ها آزمایش زمینی، روز ۲۲ مارس سفینه فضایی دو با هواپیمای مادرش که شوالیه سفید دو نامیده می‌شود برای نخستین بار پرواز آزمایشی خود را انجام دادند. شرکت ویرجین گالاکتیک که اجرا کننده این طرح است، قصد دارد پس از اتمام آزمایش‌های لازم و دریافت گواهینامه پروازی، از سفینه فضایی دو برای حمل مسافر عادی به فضا استفاده نماید. ام‌اس‌ان‌بی‌سی، وایرد، ویرجین گالاکتیک (با چند تصویر)

## ۲۴ مارس ۲۰۱۰
- دزدان دریایی سومالیائی کشتی باربری به مقصد ایران را ربودند

دزدان دریایی سومالی یک کشتی باربری با پرچم برمودا را که از مصر راهی ایران بود در آب‌های عمان ربودند. این کشتی ۲۳ خدمه‌ سریلانکایی، سوری و فیلیپینی دارد. روز گذشته نیز یک کشتی تجاری ترکیه با ۲۱ خدمه به چنگ دزدان دریایی افتاده بود و یک کشتی اماراتی با مقاومت سرنشینانش راهزنان را مجبور به فرار کرده بود. دویچه وله
- انگ سان سو چی با مشارکت در انتخابات برمه مخالفت کرد

انگ سان سو چی، رهبر تحت بازداشت مخالفان دولت برمه با مشارکت حزبش در انتخابات سراسری این کشور مخالفت کرده‌است.وکیل رهبر مخالفان دولت نظامی برمه می‌گوید خانم سوچی با ثبت نام حزب لیگ ملی در اولین انتخابات سراسری این کشور طی دو دهه گذشته مخالفت کرده اما تصمیم گیری برای مشارکت در انتخابات را به حزب واگذار کرده‌است.آنگ سن سوچی قوانین جدید انتخاباتی را که اخیرا از سوی دولت نظامی برمه اعلام شد، غیر عادلانه خوانده‌است.مطابق قانون جدید هرکسی که دارای محکومیت جزایی است حق عضویت در یک حزب را ندارد.خانم سوچی در سال ۱۹۹۰ در آخرین انتخابات عمومی برمه پیروز شد ولی رهبران نظامی برمه این انتخابات را باطل اعلام کردند.از آن هنگام تا کنون خانم آنگ بیش از بیست سال را در ارتباط با اتهامات مختلف در بازداشت گذرانده‌است.بی‌بی‌سی فارسی
- لایحه اصلاح نظام بهداشتی با امضای اوباما قانونی شد

باراک اوباما رئیس جمهور آمریکا صبح روز سه شنبه طی مراسمی در کاخ سفید لایحه مراقبت‌های بهداشتی که دو روز پیشتر توسط مجلس نمایندگان تصویب شد را امضا کرده‌است.بی‌بی‌سی فارسی

## ۲۵ مارس ۲۰۱۰
- توافق «آسمان‌های باز» بین اروپا و آمریکا

بر اساس توافقنامه جدیدی میان اتحادیه اروپا و ایالات متحده آمریکا، حق تملک شرکت‌های هواپیمایی آمریکایی برای اروپاییان و شرکت‌های هواپیمای اروپایی برای آمریکاییان بطور نامحدود امکان‌پذیر می‌گردد. این توافقنامه برای رسمی شدن نیاز به تایید  وزارت ترابری اتحادیه اروپا دارد و به شرکت‌های آمریکایی اجازه می‌دهد که بیشتر از سقف فعلی ۴۹٫۹٪ در شرکت‌های هواپیمایی اروپایی سرمایه‌گذاری کنند. از سوی دیگر، کنگره آمریکا نیز باید مفاد این توافقنامه را تایید کند و بازارهای هواپیمایی آمریکا را بر روی شرکت‌های اروپایی بازتر کند، کاری که قبلا تمایل زیادی به انجام آن نداشته است. بی‌بی‌سی
- روسیه: تحریم ایران باید هدفدار باشد

معاون وزیر خارجه روسیه درباره تلاش آمریکا برای افزایش تحریم‌های ایران گفت که وضع تحریم‌های گسترده که مردم ایران را هدف قرار دهد، برای روسیه غیرقابل قبول خواهد بود. وی افزود که هدف از اعمال تحریم باید تقویت پیمان منع گسترش سلاح های هسته‌ای باشد، گروه ۱+۵ قصد ندارد از ادامه گفتگوها با ایران شانه خالی کند و در حال حاضر تنها مشغول بررسی این نکته است که آیا اعمال تحریم های بیشتر علیه این کشور ضرورت دارد یا خیر. بی‌بی‌سی فارسی
- نامه سرگشاده از اوین: معترضانی ساده بودیم

گروهی از بازداشت شدگان حوادث پس از انتخابات ریاست جمهوری در ایران با انتشار نامه‌ای سرگشاده به برخوردهایی که در دوران بازداشت با آن‌ها صورت گرفته‌است اعتراض کردند. به گزارش سایت کلمه (که به میرحسین موسوی، از رهبران مخالفان دولت ایران نزدیک است)، امضاء کنندگان این نامه خود را «قربانیان بی نام و نشان» اعتراضات انتخاباتی خوانده‌اند که به دلیل کارهایی مانند «دریافت و ارسال پیامک و ایمیل، تماشای تجمع‌های اعتراضی و همراهی با سکوت معترضان» به اتهاماتی چون «محاربه، توهین به مقامات و تبلیغ علیه نظام اسلامی» متهم شده‌اند.بی‌بی‌سی فارسی
- کشف نوع ناشناخته‌ای از انسان کهن در سیبری

دانشمندان یک نوع انسان کهن را که تاکنون ناشناخته بود، با تحلیل دی‌ان‌ای استخوان انگشت در غاری در سیبری شناسایی کردند. این گونه انسان منقرض شده که «هومینین» نامگذاری شده از ۴۸ هزار تا ۳۰ هزار سال پیش در منطقه آسیای مرکزی زندگی می‌کرده‌است. یک تیم پژوهشی بین‌المللی پس از رده‌بندی مواد ژنتیکی به دست آمده از فسیل این موجود، به این نتیجه رسید که هومومینین‌ها از نئاندرتال و انسان امروزی متمایز است. زیورآلاتی شامل دستبند نیز در همان لایه از خاک که استخوان انگشت در آن قرار داشت پیدا شده‌است. کشف جدید این احتمال را مطرح می‌کند که سه نوع انسان - هومو سیپین، نئاندرتال و هومینین - ممکن است در جنوب سیبری با هم ملاقات کرده و تعامل داشته بوده باشند. بی‌بی‌سی فارسی

## ۲۶ مارس ۲۰۱۰
- قطع همکاری شرکت لوک‌اویل با ایران

شرکت نفتی روسی لوک‌اویل اعلام کرد به دلیل  خطر تحریم‌های آمریکا از همکاری با ایران در پروژه‌ نفتی اناران دست خواهد کشید. لوک‌اویل اعلام کرده که ۶۳ میلیون دلار به خاطر ترک پروژه‌ اناران زیان خواهد دید، با این حال حاضر است که این زیان را تحمل کند. این نخستین بار است که یک شرکت روسی به دلیل احساس خطر از تحریم‌های آمریکا از همکاری با ایران دست می‌کشد. دویچه وله
- نتایج نهایی انتخابات عراق اعلام شد ،علاوی پیروز میدان

بر اساس نتایج نهایی انتخابات پارلمانی عراق که عصر جمعه اعلام شد، ائتلاف العراقیه به رهبری ایاد علاوی، نخست وزیر پیشین این کشور، موفق شد ائتلاف دولت قانون به رهبری نوری المالکی نخست وزیر کنونی عراق را با کمترین فاصله ممکن شکست دهد.
- - العراقیه به رهبری ایاد علاوی: ۹۱ کرسی
  - دولت قانون به رهبری نوری المالکی: ۸۹ کرسی
  - ائتلاف ملی عراق: ۷۰ کرسی
  - ائتلاف کردستان به ریاست طالبانی و بارزانی : ۴۳ کرسی

سی‌ان‌ان ،بی‌بی‌سی فارسی، رادیو فردا+اطلاعات بیشتر از ویکی‌پدیای فارسی
- اتحادیه بین المللی ارتباطات خواستار توقف پارازیت اندازی در ایران شد

اتحادیه بین المللی ارتباطات، از نهادهای سازمان ملل متحد، با صدور بیانیه‌ای در روز جمعه، اعلام کرد که «هیات نظارت بر مقررات ارتباط رادیویی از حکومت ایران می‌خواهد تا به تلاش‌های خود برای یافتن منبع اختلال مخابراتی و حذف آن به عنوان اولویتی مبرم ادامه دهد.»این بیانیه به پارازیت اندازی بر روی برنامه‌های تلویزیون‌های ماهواره‌ای فارسی زبان به منظور جلوگیری از دسترسی بینندگان در ایران به این برنامه‌ها اشاره دارد بی آنکه دولت ایران را مستقیما مسئول چنین اقدامی معرفی کند.بی‌بی‌سی فارسی

## ۲۷ مارس ۲۰۱۰
- ماه‌سلطان ربانی ،همسر آیت الله منتظری درگذشت

صد روز پس از مرگ آیت‌الله منتظری ،همسر وی ماه سلطان ربانی درگذشت. نهادهای امنیتی با برگزاری مراسم تشییع جنازه وی توسط خانواده‌اش مخالفت کرده‌اند و در تلاشند تا مراسم را هرچه محدودتر برگزار کنند.بی‌بی‌سی فارسی ،خبر آن لاین
- انتخابات مجلس عراق (۲۰۱۰)
- به دنبال پیروزی ائتلاف به رهبری ایاد علاوی در انتخابات پارلمانی عراق، نماینده سازمان ملل متحد در عراق، خواهان پذیرش نتیجه انتخابات از سوی جناح‌های سیاسی این کشور شده‌است.
- ایاد علاوی، نخست وزیر پیشین عراق که ائتلاف او در انتخابات سراسری این کشور به پیروزی رسیده، مذاکرات خود برای تشکیل دولت جدید عراق را آغاز کرده‌است.ائتلاف سکولار العراقیه با اختلاف دو کرسی بر ائتلاف حکومت قانون نوری مالکی، نخست وزیر فعلی به پیروزی رسیده‌است.آقای مالکی که نتایج این انتخابات را نپذیرفته، خواهان بازشماری آرا شده اما کمیسیون ملی انتخابات عراق تا کنون این درخواست را رد کرده‌است.
- سفارت ایالات متحده در بغداد از احزاب سیاسی مشارکت کننده در انتخابات خواسته تا نتایج انتخابات را بپذیرند.خبر آن لاین ،بی‌بی‌سی فارسی ،رادیو فردا
- تلاش بین‌المللی برای جلوگیری از انقراض نسل سمندر لرستانی

دفتر حفاظت از حیات وحش سازمان ملل متحد در اجلاس اخیر خود در دوحه قطر اقداماتی را برای حفاظت از یک گونه سمندر نایاب که در غرب ایران زندگی می‌کند تصویب کرد. نسل این نوع سمندر آبی در سال‌های اخیر به خاطر گسترش تجارت جانداران نایاب از طریق اینترنت به شدت در معرض خطر قرار گرفته‌است. این سمندر آبی که فقط در بخش‌های محدودی از کوهستان‌های غربی ایران و در منطقه لرستان یافت می‌شود، به سمندر لرستانی مشهور است و یک گونه کمیاب و زیبا از جانوران دو زیست است. پوست این سمندر با نقش و نگارهای موزائیک گونه سفید و سیاه روی پشت آن و نوارهای قرمز و نارنجی رنگ روی پوست شکم و پا زیبایی منحصر به فردی دارد.اما زیبایی این نوع سمندر اکنون به دلیل اصلی انقراض نسل آن بدل شده‌است. حدس زده می‌شود که در سال‌های اخیر به دلیل گسترش تجارت این جانور کمیاب از طریق اینترنت جمعیت آن حدود ۸۰ درصد کاهش یافته و در حال حاضر شاید فقط هزار عدد از این نوع سمندر در محیط زیست طبیعی آن باقی مانده باشد.رادیو فردا
- برگزاری نخستین جشن جهانی نوروز در ایران

مراسم گرامیداشت نوروز با حضور روسای جمهوری کشورهای عراق، تاجیکستان، ترکمنستان و افغانستان به میزبانی محمود احمدی‌نژاد در مجموعه فرهنگی سعدآباد در تهران برگزار شد. دولت ایران در این مراسم ابراز امیدواری کرد که «جشن نوروز» همه ساله در یکی از پایتخت‌های کشورهایی که نوروز را جشن می گیرند برگزار شود. بی‌بی‌سی فارسی،
ایرنا، 
البرزنیوزخبر،
عصر ایران،
خبر آن لاین

## ۲۸ مارس ۲۰۱۰
- قتل حداقل ۳۲۱ نفر در یک کشتار همگانی در کنگو

یک گروه حقوق بشری در نیویورک از یک کشتار همگانی در سال گذشته توسط مهمترین گروه شورشی اوگاندا در جمهوری دمکراتیک کنگو پرده برداشت. در این کشتار دسته‌جمعی که از سوی ارتش مقاومت پروردگار گروهی مذهبی به رهبری جوزف کانی در ۱۴ تا ۱۷ دسامبر ۲۰۰۹ در حداقل ۱۰ روستای کنگو صورت گرفته بود حداقل ۳۲۱ غیرنظامی کشته شده بودند. شورشیان برای جلوگیری از افشای این واقعه لب‌ها و گوش‌های بازماندگان را بریده بودند تا هشداری برای افرادی باشد که قصد دارند در مورد این واقعه صحبت کنند. بیشتر قربانیان این حادثه مردانی بودند که با دست و پای بسته به وسیله قمه سلاخی شده یا با تبر جمجمه‌شان را خرد کرده بودند. یک دختر ۳ ساله نیز به آتش کشیده بود. زنان و کودکان روستاها نیز به شهری در حدود ۱۰۰ کیلومتر آن‌سوتر منتقل شدند و آن‌هایی که آهسته حرکت می‌کردند کشته می‌شدند. مردم محلی اجساد قربانیان را در تمام جاده بین ماکومبو به تاپیلی در شمال کنگو یافته‌اند. بی‌بی‌سی فارسی، آسوشیتدپرس
- تشییع پیکر ماه سلطان ربانی در میان تدابیر امنیتی برگزار شد

تشییع پیکر ماه سلطان ربانی در میان تدابیر امنیتی و در شرایطی که پیکر وی توسط نهادهای امنیتی و در غیاب عزاداران منتقل شد، برگزار گردید. عده‌ای از شرکت کنندگان که تعدادی از آن‌ها زن بودند توسط نیروهای امنیتی دستگیر شدند. حکومت ایران در انجام این مراسم همچون تشیع حسینعلی منتظری کارشکنی‌های عمده‌ای انجام داد. بی‌بی‌سی فارسی

## ۲۹ مارس ۲۰۱۰
- پخش فیلم مستند زندگی عمر خیام از شبکه ۴ بی‌بی‌سی

قرار است نسخه تازه‌ای از فیلم مستند «عمر خیام؛ نابغه پرسشگر»  روز ۳۰ مارس ۲۰۱۰ از شبکه تلویزیونی بی‌بی‌سی-۴ که از شبکه‌های داخلی بریتانیا است پخش شود. این فیلم ابعاد متفاوتی از زندگی عمر خیام، شاعر، اخترشناس و ریاضی‌دان مشهور ایرانی را به تصویر کشیده‌است. خبر پخش این فیلم به عنوان «یکی از معدود فیلم‌هایی که درباره ایران ساخته شده و حالت ترسناک ندارد» با استقبال مطبوعات بریتانیا روبه‌رو شده‌است. به گفته بی‌بی‌سی، این فیلم به بیننده امروزی نشان می‌دهد که حدود هزار سال پیش مردی در ایران زندگی می‌کرده که کارهایش در ریاضیات و اخترشناسی، همچنان در سدهٔ بیست و یکم معتبر و شعرها و اندیشه‌هایش برای مردم جهان مهم است. بی‌بی‌سی فارسی
- انفجار سه بمب در کربلا

انفجار سه بمب در شهر کربلا دست کم ۱۲ کشته برجای گذاشت. به گزارش خبرگزاری آلمان در انفجارها که روز دوشنبه روی داد حداقل ۳۲ تن نیز زخمی شده‌اند ولی انتظار می‌رود شمار تلفات بیش از این باشد. یکی از بمبها در خودرویی كه مقابل رستورانی در نزدیکی حرم حسين بن علي پارک شده بود، منفجر شد. این رستوران غالبا از سوی زائران مورد استفاده قرار می گرفت. خودروی بمب گزاری شده دیگر در مقابل دفتر آموزش و پرورش و بمب دیگر در مرکز آمبولانس کربلا منفجر شدند.پرس تی‌ویعصر فردا
- دو انفجار پیاپی در متروی مسکو

دو انفجار پیاپی صبح امروز دوشنبه در دو ایستگاه مترو مسکو پایتخت روسیه، دست کم ۴۰ کشته و شماری زخمی برجای گذشته‌است. خبرگزاری اینترفاکس به نقل از یک منبع امنیتی علت هر دو انفجار را حملات انتحاری دو زن اسلامگرا اعلام کرد. برخی خبرگزاری‌ها از وقوع انفجار سوم نیز خبر دادند، اما منابع رسمی در مسکو این گزارش‌ها را تائید نکردند.پرس تی.وی ،العالم،
ریانووستی،
رادیو فردا،
رادیو فردا ۱،
بی‌بی‌سی فارسی، 
آسوشیتد پرس
- علی جنتی   ارتباط با اتهام پولشویی را رد کرد

علی جنتی، سفیر ایران در کویت و  فرزند احمد جنتی، هرگونه ارتباطی را با پرونده پولشویی «منصور بن رجب »وزیر برکنار شده بحرین را رد کرد واعلام کرد که سپاه پاسداران  ارتباطی با این پرونده پولشویی ندارد.بی بی سی فارسی

## ۳۰ مارس ۲۰۱۰
- علاوی ایران را به دخالت در انتخابات عراق متهم کرد

ایاد علاوی، نخست وزیر سابق عراق که در انتخابات پارلمانی اخیر این کشور برنده شده‌است، ایران را متهم کرده که تلاش می‌کند مانع تشکیل یک دولت جدید توسط او شود. علاوی به بی‌بی‌سی گفت ،ایران از تمام احزاب مهم عراقی به جز ائتلاف تحت رهبری او، دعوت کرده که برای مذاکره به ایران بروند.این در حالی است که ائتلاف تحت رهبری وی بیشترین کرسی را در مجلس عراق به دست آورده‌است.بی‌بی‌سی فارسی
- پیروزی برلوسکونی و متحدانش در انتخابات محلی ایتالیا

سیلویو برلوسکونی، نخست وزیر  ایتالیا و متحدان راستگرای او در انتخابات محلی این کشور به پیروزی دست یافته‌اند.«حزب مردم آزادی» به رهبری برلوسکونی توانسته کنترل چهار منطقه را از آن خود کند و مخالفان چپ میانه را شکست دهد.هواداران آقای برلوسکونی اکنون کنترل هشت منطقه و چپ‌های میانه کنترل هفت منطقه را در دست دارند.
بی‌بی‌سی فارسی
- ایران رتبه نخست جهان در اعدام

گزارش تازه سازمان عفو بین‌الملل می‌گوید که در سال ۲۰۰۹ جمهوری اسلامی ایران با ۳۸۸ مورد اعدام، عراق با ۱۲۰ مورد و عربستان سعودی با ۶۹ مورد به ترتیب جایگاه‌های اول تا سوم جهان را از نظر تعداد افراد اعدام‌شده به خود اختصاص داده‌اند. چین، که هر ساله در رتبه نخست قرار دارد، در سال ۲۰۰۹ از دادن آمار اعدام شدگان خودداری ورزید، و مورد آماج حملات گروه‌های حقوق بشر قرار گرفت. دویچه‌وله

## ۳۱ مارس ۲۰۱۰
- شورشی‌های چچن مسوولیت انفجارهای مسکو را برعهده گرفتند

شورشی‌های چچن مسوولیت انفجارهای دوگانه روز دوشنبه در مترو مسکو را که ۳۹ کشته به همراه داشت را برعهده گرفته‌اند.دوکو عمروف، رهبر جدایی طلبان چچن در یک پیام ویدیویی گفت دستور این حملات را شخصا صادر کرده‌است. بی‌بی‌سی فارسی
- آمریکا: چین از تحریم ایران حمایت خواهد کرد

دولت آمریکا ابراز اطمینان کرد چین در بهار امسال با تشدید تحریم‌ها علیه ایران موافقت کند. هم زمان، سعید جلیلی، دبیر شورای عالی امنیت ملی ایران، برای مذاکره با دولت چین درباره مناقشه اتمی آماده می‌شود.بر اساس گزارش‌ها، چین طی سال گذشته واردات نفتی خود از ایران ۴۰ درصد کاهش داده‌است.بی‌بی‌سی فارسی
- صربستان به خاطر کشتار سربرنیتسا عذرخواهی کرد

پارلمان صربستان قطعنامه‌ای را تصویب کرده که در آن به خاطر کشتار مسلمانان  بوسنی در جریان حمله شبه‌نظامیان صرب بوسنی به شهر سربرنیتسا در سال ۱۹۹۵ میلادی، عذرخواهی شده‌است. این قطعنامه می‌گوید، صربستان باید برای جلوگیری از قتل‌عام مسلمانان بوسنی در حمله شبه‌نظامیان صرب به شهر سربرنیتسا بیشتر تلاش می‌کرد. بی‌بی‌سی فارسی
- انتقاد نمایندگان کنگره از سیاست اوباما در قبال ایران

۶۹ نماینده کنگره آمریکا با انتشار نامه‌ای از سیاست باراک اوباما در قبال ایران انتقاد کردند. نمایندگان کنگره، خواستار اعتراض قاطعانه این کشور نسبت به نقض حقوق بشر توسط نظام جمهوری اسلامی ایران و نیز دسترسی آزاد مردم ایران به شبکه اینترنت شدند. دویچه وله فارسی
- ضبط اموال برنده جایزه صلح نوبل در ایران

اموال و دارایی‌های شیرین عبادی، حقوقدان، فعال حقوق بشر و برنده جایزه صلح نوبل به دلیل «عدم پرداخت مالیات» برای دریافت «جایزه صلح نوبل» و «هم‌چنین «سخنرانی در کشورهای خارجی» به مبلغ پانصد میلیون تومان، در ایران توقیف شده‌است و وی ممنوع‌المعامله گشته‌است. رادیو فردا
- فروریختن بخشی از سقف کاخ نرو در ایتالیا

بخشی از سقف کاخ نرو، امپراتور روم در شهر رم، ایتالیا فروریخته که به نگرانی‌های تازه در مورد استحکام این مجتمع باستانی دامن زده‌است. این مجتمع که بین آمفی‌تئاتر کولوسیوم و مجمع رومی قرار دارد، در سال ۶۸ میلادی، تکمیل شد. به دلیل میزان طلای زیادی که در این کاخ به کار رفته بود «خانه طلا» نامیده می‌شود. بی‌بی‌سی فارسی